# کانسیکوئنس (نشریه)
کانسیکوئنس (قبلا کانسیکوئنس آو سوند) یک نشریه الکترونیکی مستقل است که در شهرنیویورک دارای اخبار، سرمقاله‌ها، و نقدهای موسیقی، فیلم و تلویزیون است. علاوه‌بر این، این وبگاه همچنین دارای سایت میکرو جشنواره اوتکوک است که به‌عنوان یک پایگاه داده آنلاین برای اخبار و شایعات جشنواره موسیقی عمل می‌کند. در سال ۲۰۱۸، کانسکوئنس آو سوند شبکه پادکست کانسیکوئنس را راه اندازی کرد.
این وبگاه نام اصلی خود را از آهنگ رجینا اسپکتور «پیامد صداها» گرفته است.